# Thunbergia hebecocca
Thunbergia hebecocca är en akantusväxtart som beskrevs av Cornelis Eliza Bertus Bremekamp. Thunbergia hebecocca ingår i släktet thunbergior, och familjen akantusväxter. Inga underarter finns listade i Catalogue of Life.